# Sext Aureli Víctor
Sext Aureli Víctor (en llatí Sextus Aurelius Victor) (vers 320-390) va ser un historiador romà del segle iv, que va viure sota Constanci Clor i successors.
Segons la seva pròpia obra, si és realment un document genuí, era de família humil i va arribar a la distinció pel seu coneixement de la literatura. Quan era a Sírmium va atreure l'atenció de Julià l'Apòstata i va ser nomenat governador d'una de les Pannònies. Probablement era el mateix Sext Aureli Víctor que va ser cònsol, mencionat com a col·lega de Valentinià l'any 373. Teodosi el Gran el va nomenar prefecte de la ciutat. La data de la seva mort és desconeguda però una mica anterior al 400. Probablement era pagà.
Les obres principals que han estat atribuïdes a aquest escriptor, encara que les proves de la seva autoria són escasses i amb tota probabilitat, el tercer llibre pertany a un altre Sext Aureli Víctor, van ser: 
- I. Origo Gentis Romanae, en 23 capítols, que contenen els annals de l'ètnia romana, des de Janus i Saturn fins a l'època de Ròmul. Conté moltes històries i tradicions curioses derivades aparentment de fonts antigues, i es pot considerar com una important contribució a la llegendària història de la ciutat.
- II. De Viris illustribus Urbis Romae, en 86 capítols, que comença amb el naixement dels fills bessons de Mart i Ilia, i concloent amb la mort de Cleopatra.
- III. De Caesaribus, en 42 capítols, amb biografies curtes dels emperadors, des d'August a Constanci Clor.
- IV. De Vita et Moribus Imperatorum Romanorum Excerpta ex libris Sex. Aurelii Victoris o Sex. Aurelii Victoris Epitome de Caesaribus Arxivat 2020-07-12 a Wayback Machine., en 48 capítols, que comencen amb August i acaben amb Teodosi.[1]